# Vee peal
Vee peal es una película de comedia dramática estonia de 2020 dirigida por Peeter Simm. Fue seleccionada como la entrada de Estonia a la Mejor Película Internacional en los 94.ª edición de los Premios Óscar, pero no fue nominado.

## Sinopsis
En 1982, un adolescente que vive con sus abuelos alcanza la mayoría de edad en la Estonia rural soviética.

## Reparto
- Rasmus Ermel como Andres
- Evelin Võigemast como La madre de andres
- Maria Klenskaja como La abuela de Andrés
- Kalju Orro como El abuelo de Andrés
- Aurora Aleksandra Künnapas como Maria
- Marko Matvere como Valter
- Aarne Soro como Kolla[4]